# Émancé
Émancé là một xã của Pháp, nằm trong département Yvelines và vùng Île-de-France.
Người dân ở đây trong tiếng Pháp gọi là Émancéen.
Các xã giáp ranh gồm: Gazeran về phía đông bắc, Orphin về phía đông nam, Écrosnes về phía nam, Épernon và Droue-sur-Drouette về phía tây và Saint-Hilarion về phía bắc.